# Givʿat Seev
Givʿat Seʾev (hebräisch גִּבְעַת זְאֵב Givʿat Səʾev, deutsch ‚Hügel Seʾevs‘ bzw. ‚Wolfshügel‘) ist eine israelische Siedlung im Westjordanland, in der 24.759 jüdische Siedler wohnen (Stand: Februar 2025). 2016 betrug die Einwohnerzahl 16.865. Sie befindet sich fünf Kilometer nordwestlich von Jerusalem im Bergland von Benjamin (nordwestlicher Teil des Judäischen Berglands). Die israelische Siedlung wurde 1977 in der Nähe der antiken Stadt Gibeon gegründet und nach dem russischen Zionisten und Schriftsteller Wladimir Zeev Jabotinsky (זאב ולדימיר ז'בוטינסקי) benannt. Seit 1983 ist sie Sitz der gleichnamigen Gemeindeverwaltung (מועצה מקומית גבעת זאב). 2013 wurde eine Jeschiwa und eine Synagoge, die auf Land des palästinensischem Dorfes Jib gebaut wurden, zum Abriss freigegeben.